# Classe Komar
La classe Komar (nome in codice NATO, Progetto 183R secondo la designazione sovietica) era una classe di motocannoniere missilistiche (Fast Attack Craft) costruite dall'Unione Sovietica tra il 1957 e il 1964; fu una delle primissime classi di unità di questo tipo al mondo, e fu largamente esportata nei paesi amici e alleati dell'Unione Sovietica

## Storia
Le Komar erano derivate delle motosiluranti classe P6, con i 4 siluri rimpiazzati da 2 lanciatori per missili antinave P-15 (SS-N-2 Styx), che davano una potenza di fuoco tale da mettere fuori combattimento anche navi di grandi dimensioni a una distanza di 20–40 km, cosa che i siluri, altrettanto se non più distruttivi, non potevano assicurare. Un altro beneficio indotto dall'impiego di missili fu dato dal fatto che essi sono capaci di sorvolare gli ostacoli: il cacciatorpediniere israeliano  Eilat venne affondato dadue Komar egiziane che lo centrarono sparardogli contro i loro 4 missili senza nemmeno uscire dal porto.
Finita la seconda guerra mondiale si era arrivati alla conclusione che gli attacchi fortuiti da parte di unità veloci erano oramai di poco plausibile realizzazione: i radar e i cannoni a tiro rapido avevano dimostrato di poter respingere le azioni delle torpediniere e motosiluranti, per quanto veloci potessero essere, e per superare l'impasse occorreva attaccare da maggiori distanze. Tra i progetti adottati dall'Unione Sovietica vi fu quello di dotare piccole unità leggere di missili, armi di elevata efficacia e di gittata sufficiente per ogni impiego pratico.
Questi missili erano denominati P-15, progettati a partire dal 1951 dall'OKB diretto da Bereznyak, che dieci anni prima aveva progettato il caccia a razzo BI-1. Il missile che ne derivò aveva una testata di circa 500 kg, un motore a propellente liquido conservabile, ma che nondimeno ne corrodeva lentamente il corpo, e una guida passiva. La testata era HEAT, posta dietro il serbatoio per spingere dentro la nave il combustibile residuo. Le prove ebbero luogo nel 1957.
Il missile in origine soffriva della limitazione di non poter essere lanciato con temperature oltre la gamma -15/+38 gradi e necessitava di ben 15 ore per l'imbarco in 2 esemplari sulle Komar (ridotte rapidamente, tanto che i 4 missili delle classe Osa potevano essere imbarcati in 4-5 ore). La classe Komar lanciava gli ordigni grazie al rilevamento del radar di bordo, capace di trovare un cacciatorpediniere entro i 20 km di distanza, ma le distanze di tiro entro cui lanciare il missile erano usualmente tra i 5 e i 27 km per la difficoltà di regolare l'accensione della testata di ricerca in tempo per acquisire il bersaglio. Questo avveniva normalmente a 11 km, in caso di tiri a breve raggio da 2 a 7, e il missile, da circa 250 metri di quota, appena inquadrata la nave, picchiava con 1-2 gradi di inclinazione, per cui se non la colpiva finiva in mare dopo pochi secondi.
Le armi erano sistemate in due grandi strutture elevate di circa 15 gradi sull'orizzonte, dietro la plancia comando. Esse erano davvero le più grandi che potessero essere installate su navi tanto piccole, le prime 100 delle quali avevano lo scafo di legno in quanto derivate dalla trasformazione delle P6.
Essendo previsto che occorressero due P-15 a segno per distruggere un cacciatorpediniere, e che questo si verificasse mediamente lanciando 12 missili, le unità classe Komar vennero raggruppate in reparti di 6 unità l'uno, e si stimava che ne occorressero 3, inviati in azione, per ottenere un successo, causando problemi molto elevati di comando e controllo.
Tra i derivati delle Komar vi fu la classe Hegu cinese, oltre 100 unità armate con un secondo impianto di mitragliere da 25 mm poppiero grazie ad uno scafo leggermente allungato, e le sei classe October egiziane, armate con due missili OTOMAT più leggeri e capaci dei più vecchi "Styx".

## Versioni
Le Komar vennero costruite in diverse versioni:
- Progetto 183E: prototipo, costruito come piattaforma di lancio per il missile SS-N-2 Styx; due unità realizzate.
- Progetto 183R: versione di serie, costruite tra il 1959 ed il 1965; 58 unità realizzate.
- Progetto 183TR: versione con turbina a gas ausiliaria; 52 unità realizzate.
- Progetto 183A: versione modificata per l'impiego in zone artiche.
- Progetto 183T: versione di serie modificata come nave bersaglio teleguidata.

## Utilizzatori
Oltre alla Marina militare sovietica, altre nazioni ricevettero le Komar:
- Algeria: sei unità ricevute nel 1966; radiate dal servizio nel 1987.

- Cina: 23 unità ricevute tra il 1960 e il 1967

- Corea del Nord: sei unità ricevute nel 1962 più altre quattro costruite su licenza.

- Cuba: 18 unità ricevute tra il 1963 e il 1966.

- Etiopia: due unità.

- Guinea: tre unità ricevute sul finire degli anni 1960, furono tutte distrutte nel porto di Conakry da forze speciali portoghesi il 22 novembre 1970 (Operazione Mare Verde).

- Indonesia: dodici unità ricevute tra il 1962 e il 1964; radiate dal servizio attivo entro la fine degli anni 1980.

- Iraq: tre unità ricevute nel 1971.

- Siria: sei unità ricevute nel 1966; due furono affondate da unità israeliane durante la battaglia di Laodicea il 7 ottobre 1973.

- Vietnam: quattro unità ricevute tra il 1972 e il 1980.